# 马特奈
马特奈（法語：Mathenay）是法国汝拉省的一个市镇，属于隆莱索涅区（Lons-le-Saunier）阿尔布瓦县（Arbois）。该市镇总面积3.54平方公里，2009年时的人口为122人。

## 人口
马特奈人口变化图示